# Кеті Барбері
Кеті Барбері (ісп. Katie Barberi; нар. 22 січня 1972, Сальтільйо, Коауїла) — мексиканська акторка.

## Життєпис
Народилася 22 січня 1972 року у місті Сальтільйо, штат Коауїла, в родині мексиканця змішаного британсько-італійського походження та американки. У 12-річному віці разом з матір'ю переїхала до Лос-Анджелесу, Каліфорнія, де одразу розпочала акторську кар'єру, дебютувавши на телебаченні 1984 року у ролі принцеси Луани в одному з епізодів серіалу «Дитяча корпорація». Дебютом в кіно стала невелика роль у молодіжній комедії «Вихідний день Ферріса Бюллера» (1986) режисера Джона Г'юза. Наступного року виконала одну з головних ролей у фільмі «Малюки зі сміттєвого бака». Помітною стала її роль Марії Делуччі у серіалі «Зоопарк у Бронксі» каналу NBC.
1994 року почала зніматися у серіалах мексиканської компанії Televisa, таких як «Алондра» (1995), «Одного разу в нас виростуть крила» (1997), «Привілей кохати» (1998), «Пристрасті за Саломеєю» (2001) та інших. У 2008 році почала співпрацювати з компанією Telemundo, зігравши Сесілію Верхель в теленовелі «Донья Барбара» за однойменним романом Ромуло Гальєгоса з Едіт Гонсалес у головній ролі. Пізніше зіграла негативних персонажів у серіалах «Привид Елени» (2010) та «Моє серце наполягає, Лола Волкан» (2011) також виробництва Telemundo. У 2014—2015 роках виконувала роль Урсули Ван Пелт, матері головної героїні, в молодіжному фентезійному серіалі «Чаклунська історія (Шлях кожної відьми)» виробництва Nickelodeon.

## Вибрана фільмографія
| Рік       |    | Українська назва                        | Оригінальна назва                 | Роль                                |
| --------- | -- | --------------------------------------- | --------------------------------- | ----------------------------------- |
| 1984      | с  | Дитяча корпорація                       | Kids Incorporated                 | принцеса Луана                      |
| 1985      | с  | Срібні ложки                            | Silver Spoons                     | Ванда О. Біддл                      |
| 1986      | ф  | Вихідний день Ферріса Бюллера           | Ferris Bueller's Day Off          | Елісон                              |
| 1987      | ф  | Малюки зі сміттєвого бака               | The Garbage Pail Kids             | Мандарин                            |
| 1988      | с  | Зоопарк у Бронксі                       | The Bronx Zoo                     | Марія Делуччі                       |
| 1988      | с  | Кошмари Фредді                          | Freddy's Nightmares               | Конні                               |
| 1989      | тф | Спунер                                  | Spooner                           | Керолайн                            |
| 1995      | с  | Алондра                                 | Alondra                           | Ребекка Монтес де Ока               |
| 1995      | с  | Затока Акапулько                        | Acapulco Bay                      | Маура                               |
| 1997      | с  | Конан                                   | Conan                             | Верховна жриця                      |
| 1997      | ф  | Пердіта Дуранго                         | Perdita Durango                   | стюардеса                           |
| 1997      | с  | Пустунка                                | Mi pequeña travaesa               | Памела                              |
| 1997      | с  | Одного разу в нас виростуть крила       | Alguna vez tendremos alas         | Ісабель Онтіверос де Ламас          |
| 1997—2001 | с  | Жінка, випадки з реального життя        | Mujer, casos de la vida real      | різні персонажі                     |
| 1998—1999 | с  | Привілей кохати                         | El privilegio de amar             | Паула                               |
| 2000      | с  | Дім на пляжі                            | La casa en la playa               | Флоренсія Урібе                     |
| 2000—2001 | с  | Личко ангела                            | Carita de ángel                   | Ноелія                              |
| 2001—2002 | с  | Пристрасті за Саломеєю                  | Salomé                            | Лаура                               |
| 2002—2003 | с  | Дітям ура!                              | Vivan los niños!                  | Доріна                              |
| 2007—2013 | с  | Чорна мітка                             | Burn Notice                       | міс Арнольд                         |
| 2008—2009 | с  | Донья Барбара                           | Doña Barbara                      | Сесілія Верхель                     |
| 2009—2010 | с  | Вродлива невдаха                        | Bella Calamidades                 | Сільвана Барбоса де Кардона         |
| 2010      | с  | Привид Елени                            | Fantasima de Elena                | Ребекка Сантандер де Гірон          |
| 2011      | с  | Моє серце наполягає, Лола Волкан        | Mi corazón insiste en Lola Volcan | Вікторія де Нор'єга                 |
| 2011—2013 | с  | Грáчі                                   | Grachi                            | Урсула де Романо                    |
| 2012      | с  | Хоробре серце                           | Corazón valiente                  | Перла Наварро                       |
| 2014—2015 | с  | Чаклунська історія (Шлях кожної відьми) | Every Witch Way                   | Урсула Ван Пелт                     |
| 2014      | кф | Досягнення моря                         | Reaching the Sea                  | Хулія                               |
| 2016      | с  | Далекобійниця Єва                       | Eva La Trailera                   | Синтія Монтеверде                   |
| 2020      | с  | Пожежники Чикаго                        | Chicago Fire                      | Бренда Маккінні                     |
| 2023      | ф  | Пила X                                  | Saw X                             | керівник групи підтримки онкохворих |